# Max Homa
John Maxwell 'Max' Homa (Burbank, 19 november 1990) is een golfprofessional uit de Verenigde Staten die uitkomt op de PGA Tour.
Als amateur op de universiteit won Homa in 2013 het hoogste universiteitskampioenschap golf (NCAA Division I). In totaal heeft Homa reeds 9 professionele toernooioverwinningen, waaronder 6 toernooien op de PGA Tour.

## Amateur
Als amateur speelde Homa tussen 2009 en 2013 voor de Universiteit van Californië. In 2011 won Homa het amateurgolf.com Silicon Valley Amateur-toernooi.
Homa nam als amateur deel aan de US Open in 2013, waar hij de cut niet haalde. In datzelfde jaar won wel de NCAA Division I Men's Golf Championship, het hoogste universiteitskampioenschap golf in de Verenigde Staten. Na dit seizoen, en de afronding van zijn studies, besloot Homa om professional te worden.

## Professional
In oktober 2013 speelde op het Frys.com Open, wat zijn eerste PGA Tour-toernooi als prof was. Hier werd hij meteen gedeeld negende in de eindstand. Eind dat jaar werd hij 6e in de kwalificatiereeks van de Web.com Tour, waardoor hij een Tour-kaart bemachtigde voor het seizoen 2014. In mei 2014 behaalde hij zijn eerste professionele overwinning op de Web.com Tour's BMW Charity Pro-Am. In totaal eindigde hij als 17e op de Web.com Tour-ranking, waarmee hij PGA Tour-kaart voor het seizoen 2014-15 wist te verdienen.
In 2015 speelde Homa op 27 toernooien in de PGA Tour, waarin hij 12 keer de cut haalde. Doordat hij slechts op een 163e plaats in het FedEx Cup-klassement stond, verloor hij zijn Tour-kaart voor het daaropvolgende seizoen. Hij keerde terug naar de Web.com Tour in 2016 en won in dat seizoen het Rust-Oleum Championship in Ivanhoe, Illinois. Mede dankzij deze overwinning kreeg hij zijn PGA Tour-kaart voor het  seizoen 2016-17 opnieuw terug.
In het PGA Tour-seizoen van 2017 haalde Homa van de 17 toernooien slechts tweemaal de cut. Hierdoor verloor hij opnieuw zijn Tour-kaart, en verdiende hij slechts $18.008 aan prijzengeld. Eind 2017 tweette hij dat hij "enkele caddies had die hem opbelden in de hoop om samen te werken. Ze hoorden dat ze meestal vrije weekenden krijgen, wat blijkbaar een geweldig verkoopargument is."
In 2018 verdiende Homa via de Web.com Tour opnieuw zijn kaart terug voor de PGA Tour. In het daaropvolgende seizoen behaalde hij zijn allereerste PGA Tour-titel door het Wells Fargo Championship te winnen. Met deze overwinning zorgde hij ook voor zekerheid op de Tour, aangezien zijn PGA Tour-kaart met twee jaar verlengd werd en hij automatisch geplaatst was voor het PGA Championship en de Masters in 2020.
Op 21 februari 2021 behaalde Homa zijn tweede PGA Tour-overwinning tijdens het Genesis Invitational, waar hij in een play-off won van Tony Finau. Zowel in 2021 als 2022 won hij het Fortinet Championship, en won hij ook voor de tweede maal het Wells Fargo Championship. In januari 2023 won Homa het Farmers Insurance Open.
In september 2023 werd Homa geselecteerd voor het Amerikaanse team van de Ryder Cup, waar het Europese team won met 16,5-11,5. In november 2023 won hij de Nedbank Golf Challenge in Zuid-Afrika met een score van 19-onder-par. Dit was zijn eerste overwinning buiten de Verenigde Staten.
In januari 2024 sloeg Homa een afslag van 477 yards (436 meter) tijdens de derde ronde van The Sentry. Deze slag ging de recordboeken in als de langste drive in het ShotLink-tijdperk van de PGA Tour (sinds 2003). In april 2024 behaalde Homa zijn beste resultaat op een majortoernooi, door op een gedeelde 3e plaats te eindigen op The Masters.

## Gewonnen toernooien

### PGA Tour
- Wells Fargo Championship (2019, 2022)
- Genesis Invitational (2021)
- Fortinet Championship (2021, 2022)
- Farmers Insurance Open (2023)

### Europese PGA Tour
- Nedbank Golf Challenge (2023)

### Web.com Tour
- BMW Charity Pro-Am (2014)
- Rust-Oleum Championship (2016)